# Doctor Odyssey
Doctor Odyssey è una serie televisiva statunitense prodotta dal 2024 al 2025 e trasmessa da ABC. La serie è un medical drama realizzato da Ryan Murphy, Jon Robin Baitz e Joe Baken. 
Il cast principale include Joshua Jackson, Phillipa Soo, Don Johnson e Sean Teale.Nel 2025 è stato confermato che la serie fa parte dell'universo di 9-1-1 con un episodio crossover.
La serie ha debuttato il 26 settembre 2024 sul canale statunitense e in Italia su Disney+ il 28 novembre 2024.

## Trama
Max, un nuovo medico a bordo di una nave da crociera di lusso, e il suo piccolo ma capace team gestiscono casi medici unici (e si occupano l'uno dell'altro) lontano dalla costa più vicina.

## Episodi
| Stagione       | Episodi | Prima TV USA | Pubblicazione Italia |
| -------------- | ------- | ------------ | -------------------- |
| Prima stagione | 18      | 2024-2025    | 2024-2025            |

## Personaggi

### Personaggi principali
- Dottor Max Bankman, interpretato da Joshua Jackson. Un medico appena assunto su una nave da crociera di lusso conosciuta come The Odyssey.
- Infermiera Avery Morgan, interpretata da Phillipa Soo. Un'infermiera specializzata che lavora su The Odyssey.
- Infermiere Tristan Silva, interpretato da Sean Teale. Un infermiere su The Odyssey che segretamente nutre sentimenti per Avery.
- Capitano Robert Massey, interpretato da Don Johnson. Il capitano di The Odyssey.

### Personaggi secondari
- Primo ufficiale Spencer Monroe, interpretato da Marcus Emanuel Mitchell. Il primo ufficiale di The Odyssey.
- Rosie, interpretata da Jacqueline Toboni. L'ingegnere di The Odyssey.
- Corey, interpretato da Rick Cosnett. Il responsabile delle pulizie su The Odyssey.

### Guest star
- Signora Rubens, interpretata da Rachel Dratch. La moglie di Burt.
- Burt Rubens, interpretato da Tom McGowan. Il primo paziente di Max su The Odyssey, diagnosticato con avvelenamento da iodio.
- Una vedova, interpretata da Shania Twain. Stringe una connessione con il capitano Massey.
- Sam, interpretato da Chord Overstreet. Un giovane single che flirta frequentemente e viene diagnosticato con la sifilide.
- Lenore, interpretata da Gina Gershon. La moglie del proprietario della nave da crociera.
- Ken, interpretato da Justin Jedlica. Il vero Ken umano.
- Bethany Welles, interpretata da Amy Sedaris. Una guru del benessere con un vasto seguito.
- Judy, interpretata da Margaret Cho. Un'altra esperta di benessere.
- Vivian, interpretata da Laura Harrier. La chef personale di Bethany Welles, che poi diventa cuoca su The Odyssey.
- Lisa, interpretata da Kelsea Ballerini. Una sposa in procinto di celebrare il suo matrimonio su The Odyssey.
- Ellen, interpretata da Margo Martindale. La madre di Lisa.
- Craig, interpretato da John Stamos. Il fratello minore alcolizzato del capitano Massey, sobrio da 15 anni.
- Bryan, interpretato da Cheyenne Jackson. Il compagno di Craig.
- Marsha, interpretata da Caldwell Tidicue. La drag queen preferita di Craig.
- Jill Manafort, interpretata da Loretta Devine.